# Lovely Complex (manga)
Pour les articles homonymes, voir Lovely Complex.
Autre
Lovely Complex (ラブ★コン, Rabu★Kon) est un manga de type shōjo créé par la mangaka Aya Nakahara. Il existe aussi une adaptation en film live, un fanbook et un artbook ainsi qu’un jeu vidéo sorti sur PlayStation 2.
Le manga est publié en France par l’éditeur Delcourt. L’anime compte au total 24 épisodes.

## Histoire

### Synopsis
Lovely Complex est l’histoire d’une relation entre deux personnages complexés par leur taille.
Risa Koizumi est une fille qui mesure 170 cm, ce qui fait d’elle une personne de grande taille comparé aux autres filles de son école (la taille moyenne d’une japonaise est de 158,6 cm). Au contraire, Atsushi Ootani (ou Otani) est un garçon qui ne mesure que 156 cm, ce qui ne l’empêche pas de jouer dans un club de basketball.
Ces deux personnages sont référés à un duo d’humoristes, les All Hanshin Kyojin dont un All Hanshin est vraiment petit, et un All Kyojin est vraiment grand. Risa et Ootani sont surnommés de cette façon malgré eux, à cause de leur différence de taille et de leurs chamailleries incessantes. Mais leur taille les empêche de s’épanouir complètement : ils manquent de confiance en eux pour ce qui est des relations avec les personnes du sexe opposé.
Durant les vacances d’été, Risa Koizumi et Atsushi Otani tombent amoureux de deux autres personnages et décident de s’entraider et de s’encourager mutuellement pour vaincre leurs complexes et essayer de séduire les élus de leurs cœurs…
Mais à force de rester aux côtés de Atsushi Ootani et Risa vont sortir ensemble

## Personnages

### Principaux
- Risa Koizumi (小泉リサ, Koizumi Risa?) : Koizumi est une fille trop grande pour la moyenne des filles de son âge. Elle est, au début, amoureuse de Suzuki mais se rendra vite compte qu’elle aime en fait Ootani. Elle a du mal à séduire Ootani à cause du fait qu’il l’appelle "la géante" et aussi du fait que tout le monde considère impossible le fait qu’Ootani puisse sortir avec une fille trop grande pour lui… C’est une fille énergique et impulsive qui cache en fait un cœur tendre et sensible. Elle et Ootani commencent à sortir ensemble assez tard dans la série.
- Atsushi Ootani (大谷敦士, Ōtani Atsushi?) : Ootani est un garçon très populaire grâce à son poste dans l’équipe de basketball. Les filles le trouvent cool mais néanmoins un peu petit. C’est d’ailleurs le gros complexe d’Ootani. Lui et Risa forment les All Hanshin-Kyojin, Ootani étant le Hanshin. Il a du mal à savoir quels sont ses sentiments pour Koizumi et même quand il en devine la nature, il a du mal à la voir comme sa petite amie vu qu’ils ont toujours été deux opposés. Il finira par en tomber amoureux, au grand dam de ses prétendantes, comme Mimi et Kanzaki. Ses deux meilleurs amis sont Nakao et Suzuki. Il dit à Risa idiote
- Nobuko Ishihara (石原信子, Ishihara Nobuko?) : Nobuko est une fille dévouée mais un peu agressive. C’est la meilleure amie de Risa et Chiharu. Elle sort avec Nakao, de qui elle est éperdument amoureuse, et a un peu de mal à se contenir face à l’indélicatesse d’Ootani. Elle donne de bons conseils vu qu’elle n’a jamais eu de problèmes de ce genre. Elle essaye aussi d’aider Risa à faire découvrir ses sentiments à Ootani.
- Heikichi Nakao (中尾平吉, Nakao Heikichi?) : Nakao est un garçon très mignon et très gentil, toujours prêt à consoler l’un de ses amis. Il met toujours le doigt là où ça fait mal et provoque toujours une réaction de la part d’Ootani. Il est aussi très amoureux de sa petite amie Nobuko avec qui il compte passer sa vie.
- Chiharu Tanaka (田中千春, Tanaka Chiharu?) : Chiharu est une jeune fille timide et particulièrement allergique aux garçons. Elle ne se sent bien qu’avec ses amies mais sera plus détendue avec Ootani car, en raison de sa taille, il lui fait penser à une fille. Elle a le béguin pour Suzuki et ils finissent par sortir ensemble. C’est une des meilleures amies de Risa.
- Ryouji Suzuki (鈴木涼二, Suzuki Ryoji?) : on ne connait pas bien Suzuki, mais il a le béguin pour Chiharu et finit par sortir avec elle. Il est présent partout, mais très discret.

### Secondaires
- Mimi Yoshioka : c’est une très jolie fille faisant la même taille que Risa. Elle est la voisine de Ootani, pour qui elle nourrit un amour féroce mais discret. Elle est mannequin top model. Elle se disputera souvent avec Risa pour s’approprier Ootani, mais finira toujours par abandonner.Mimi et amoureuse de Ootani.
- Mayu Kanzaki : une ex-petite amie de Atsushi qui l’a quitté pour se mettre en couple avec un garçon de 2 m surnommé "Giant Baba"… On pourrait la prendre pour la sœur jumelle de Chiharu, car seule leur couleur de cheveux diffère. On ne sait pas vraiment ce qu’elle ressent pour Ootani, surtout pendant la période où elle rompt avec son petit ami géant. Elle est douce et sensible, tout comme Chiharu.
- Kuniumi Maitake (舞竹国海, Maitake Kuniumi?) : le nouveau prof principal de la classe de Risa et Ootani. C’est un beau gosse doué dans tous les sports et prof d’anglais de surcroît. Idolâtré par la plupart des filles de la classe qui le surnomment "Maity-sensei", il s’occupera personnellement des amours de Risa et Ootani. C’est le cousin d'Haruka.
- Seiko Kotobuki (寿聖子, Kotobuki Seiko?) : cette magnifique étudiante aux boucles blondes est en fait une élève transgenre ayant été assignée garçon à la naissance. Son nom de naissance est en fait Seichiro, mais elle est très vite vue tout simplement comme une étudiante standard. Ootani le découvre plus tard, après qu'elle l'ait embrassé de façon impromptue… Seiko est une étudiante mignonne et très gentille qui n’hésite pas à réconforter ses ami(e)s. Elle est profondément amoureuse d'Ootani.
- Fukagawa Haruka (深川遥, Fukugawa Haruka?) : ami d’enfance de Risa, il tombera vite amoureux d’elle. Méprisant ouvertement Ootani et sa petite taille, il fera tout pour l’écarter de Risa. Il a toujours été critiqué pour porter un prénom féminin. Il considère Risa comme son "héros" pour l’avoir sauvé lors d’une altercation avec d’autres garçons à ce sujet, lorsqu’ils étaient plus jeunes.
- Kohori-Kun : collègue de Koizumi (tome 9 et 10) dans le restaurant Ikebe, c’est aussi un grand fan d’Umibouzu. Dans le tome 10, il invite Risa au concert privé d’Umibouzu, et Ootani croit qu’elle le trompe avec lui. Il a aussi essayé d’embrasser Risa lorsqu’elle dormait, mais elle se réveilla juste avant. Il est très amoureux de Risa et il déteste ootani

## Manga

### Liste des tomes
| no | Japonais          | Japonais          | Français          | Français          |
| no | Date de sortie    | ISBN              | Date de sortie    | ISBN              |
| --- | ----------------- | ----------------- | ----------------- | ----------------- |
| 1 | 25 mars 2002      | 4-08-847487-2     | 11 avril 2007     | 978-2-7560-0547-8 |
| Risa Koizumi et Atsushi Ootani sont les comiques de leur classe de Seconde B, les All Hanshin Kyojin, à cause de leurs disputes incessantes et de leurs tailles. Au cours de l’été, chacun tombe amoureux d’un autre personnage : Ootani de Chiharu et Koizumi de Suzuki. Vont-ils réussir à briser leurs cœurs ? |                   |                   |                   |                   |
| 2 | 25 juillet 2002   | 4-08-847532-1     | 13 juin 2007      | 978-2-7560-0681-9 |
| Tout en pensant "Quel minus ce mec !" Risa, sans comprendre pourquoi, n’arrête pas de penser à Ootani. Haruka, un ami d’enfance de Risa, va apparaître et déclarer son amour à la jeune fille. Mais cette déclaration l’inconforte plus qu’autre chose… Sans crier gare, Ootani va réagir. |                   |                   |                   |                   |
| 3 | 25 octobre 2002   | 4-08-847563-1     | 22 août 2007      | 978-2-7560-0682-6 |
| Bien qu’elle passe son temps à se chamailler avec lui, Risa finit par tomber amoureuse d’Ootani. Et ce changement inattendu trouble plus la jeune fille qu’elle ne le souhaiterait. D’abord gênée par leur différence de taille, elle n’ose pas lui avouer ses sentiments. Mais finalement, soutenue par ses amis, elle finit quand même par lui faire une déclaration… Quelle va donc être la réponse d’Ootani ? |                   |                   |                   |                   |
| 4 | 25 février 2003   | 4-08-847604-2     | 17 octobre 2007   | 978-2-7560-0683-3 |
| Alors que Risa arrive enfin à lui faire sa déclaration, Ootani la repousse, prétextant qu’il ne peut pas la considérer comme sa petite copine. Blessée, elle fait tout pour l’éviter et l’atmosphère devient de plus en plus pesante. Le voyage de classe qui se prépare fera-t-il évoluer la situation ? |                   |                   |                   |                   |
| 5 | 25 juin 2003      | 4-08-847642-5     | 28 novembre 2007  | 978-2-7560-0684-0 |
| Risa tente tant bien que mal de se remettre du rejet d’Ootani grâce au support de ses amis mais le coup est rude, d’autant plus qu’il est très gentil avec elle comme pour pallier cette gêne qui s’est installée entre eux deux. |                   |                   |                   |                   |
| 6 | 24 octobre 2003   | 4-08-847676-X     | 13 février 2008   | 978-2-7560-0685-7 |
| Ootani invite Risa à un concert d’Umibozu mais celui-ci tombe malade le jour d’avant. Elle décide de se rendre chez lui pour le convaincre de venir, mais Ootani s’évanouit et embrasse par mégarde Risa. Le lendemain, Ootani est guéri mais semble avoir tout oublié. C’en est trop pour Risa qui décide de le laisser tomber, pile au moment où un nouveau professeur fait son entrée dans leur classe et ne semble pas la laisser de glace. |                   |                   |                   |                   |
| 7 | 25 février 2004   | 4-08-847715-4     | 16 avril 2008     | 978-2-7560-0686-4 |
| Lors d’une balade, Ootani confie à Risa qu’il regrette de l’avoir rejetée avec autant de virulence. Puis lors d’un match de basket, il lui confie qu’il se sent mal sans elle, qui elle-même lui répond par… un ronflement car elle dormait ! Leurs amis qui ont assisté à la scène les chambrent et, excédé, Ootani rétracte ses paroles pour finalement, les lui faire comprendre plus tard pendant l’anniversaire de Risa en l’embrassant et lui offrant un cadeau d’anniversaire. |                   |                   |                   |                   |
| 8 | 23 juillet 2004   | 4-08-847762-6     | 11 juin 2008      | 978-2-7560-0687-1 |
| Ça y est, Risa et Atsushi sortent ensemble ! Leur tout premier rendez-vous se passe très bien : dans une salle de jeux qu’Ootani a repéré dans une publicité. À s’amuser de cette manière pendant leurs vacances, Ootani et Koizumi oublient de faire leurs devoirs. Ils décident alors de travailler en binôme pour rattraper le retard, chez Ootani. Arrive alors Mimi, voisine de ce dernier, amoureuse de lui depuis l’enfance. Avec le garçon qu’elle aime, elle s’avère être la fille la plus angélique, mais par contre, quand elle se retrouve seule avec Koizumi, elle la menace de faire de sa vie un enfer si elle reste proche d’Atsushi… |                   |                   |                   |                   |
| 9 | 25 novembre 2004  | 4-08-847802-9     | 17 septembre 2008 | 978-2-7560-0688-8 |
| Pour la fête de l’école, Risa et Ootani décident d’organiser une brocante. Quand Risa propose son aide à Atsushi, il la repousse sous prétexte qu’elle est un boulet pour ce genre de tâche. Koizumi, vexée, devient de plus en plus en colère au fur et à mesure qu’Ootani l’"insulte"… Et quand Haruka lui demande d’aller avec elle à la fête de fin d’année avec lui, elle accepte sous les yeux d’Atsushi, prétextant qu’Haruka ne la traite pas de boulet. Mais Ootani lui redemande d’aller avec elle, et contente, elle accepte. Pendant que tout le monde veut aller à la fac ou prévoit son avenir, Risa, elle, ne sait pas du tout ce qu’elle veut faire. Elle découvre alors qu’Ootani veut y aller aussi ! Impossible, se dit elle. Et pourtant, Ootani brille comme jamais, et veut devenir professeur de basket-ball… |                   |                   |                   |                   |
| 10 | 25 mars 2005      | 4-08-847836-3     | 15 octobre 2008   | 978-2-7560-0689-5 |
| Ootani obtient de médiocre résultats à son épreuve "au blanc" et devient de plus en plus agressif avec Risa… Vexée, elle se lie d’amitié avec son collègue, Kohori… Mais Ootani ne le voit pas d’un très bon œil et menace de "rectifier le portrait" de Kohori car il avait essayé de l’embrasser quand elle dormait. Kohori demande à Risa de l’accompagner à un concert d’Umibozu et elle n’arrive pas à refuser. En repartant du concert, Risa et Kohori tombe sur Ootani… Le lendemain, il annonce à Risa qu’il la quitte. Pour Noël, une fête est prévu au travail de Risa mais elle part vite car elle se rend compte qu’elle n’arrive plus à se sentir bien sans Ootani mais au même moment lui aussi ! Ils tombent l’un sur l’autre et Risa lui explique qu’elle voulait juste le voir et puis rentrer après. Il la regarde et la prend dans ses bras en lui demandant de tout oublier, qu’il l’aime bien plus que ce qu’il s’imaginait… |                   |                   |                   |                   |
| 11 | 25 juillet 2005   | 4-08-847877-0     | 3 décembre 2008   | 978-2-7560-0690-1 |
| Pendant que Risa annonce en plaisantant qu’elle veut être la femme d’Ootani, elle apprend que Nobu change d’idée et veut étudier à Hokkaido, loin de son bien-aimé Nakao. On apprend qu’elle y va pour ne pas laisser sa grand-mère en mauvaise santé y aller seule. Bien qu’il affirme ne pas être affecté, Nakao souffre de cette décision tout comme Risa qui ne veut pas séparer de sa meilleure amie. Mais après mûres réflexions, Nakao lui dit qu’elle peut y aller, et Nobuko lui répond qu’elle portera ses boucles d’oreille (premier cadeau de Nakao) en pensant à lui. Elle passe ensuite son examen d’entrée. Au tour d’Ootani, qui à cause d’une maladie dans sa maison, se retrouve à passer la nuit chez Risa. Il se lève en retard et arrive de justesse à l’examen… |                   |                   |                   |                   |
| 12 | 22 décembre 2005  | 4-08-846017-0     | 11 février 2009   | 978-2-7560-0691-8 |
| C’est le jour des résultats d’examens ! Après plusieurs heures d’attente, Risa n’a toujours pas de nouvelles d’Ootani et s’inquiète de plus en plus. Nobu lui conseille de travailler dans la mode et Risa se prête ainsi au jeu du mannequinat pendant quelques heures. Suzuki, lui, apprend qu’il n’a pas été reçu dans la même université que Chiharu. Leur couple résistera-t-il à cette épreuve ? |                   |                   |                   |                   |
| 13 | 25 avril 2006     | 4-08-846050-2     | 13 mai 2009       | 978-2-7560-0692-5 |
| Ça y est, Ootani a réussi ses examens ! Il va pouvoir aller à la fac et poursuivre son rêve. Quant à Risa, elle s’est enfin décidée pour des études de stylisme. On peut dire que tout va bien chez nos amis du lycée Maido. Hélas, Suzuki va apprendre qu’il a raté ses concours. Et à son grand désespoir, il ne pourra pas intégrer l’université avec Chiharu. C’est là que Hosokawa, un fan de Chiharu, en profite pour demander à Suzuki de lui céder sa copine. Désemparé, celui-ci ne sait pas quoi répondre. Ootani décide alors d’intervenir et d’aider son ami à retrouver confiance en lui ! Il propose aux deux garçons de s’affronter lors d’un combat de judo… Mais les ennuis de Suzuki ne sont rien comparés à ceux que va connaître Ootani. En effet, le grand-père de Risa vient de rentrer au Japon et de faire connaissance du minus !                                                                                        |                   |                   |                   |                   |
| 14 | 14 juillet 2006   | 4-08-846074-X     | 19 août 2009      | 978-2-7560-1754-9 |
| Mais qui est cette mystérieuse Hitomi ?! Avec ses gros seins ! Serait-ce le grand-père de Risa qui l’aurait envoyée ? Quoi qu'il en soit, Hitomi se montre de plus insistante auprès d’Ootani. Risa décide alors de contre-attaquer ! |                   |                   |                   |                   |
| 15 | 25 décembre 2006  | 4-08-846124-X     | 12 novembre 2009  | 978-2-7560-1755-6 |
| Risa a été élue pour organiser la fête de fin d’année et elle est débordée ! Avec toutes ces tensions, Ootani et elle se disputent de plus en plus souvent. Pour ne rien arranger la photo d’Ootani pour l’album souvenir disparait… Mais qui a fait ça ? Et pourquoi ? |                   |                   |                   |                   |
| 16 | 13 mars 2007      | 978-4-08-846148-9 | 10 février 2010   | 978-2-7560-1756-3 |
| La fête de fin d’année approche et nos amis du lycée Maido sont occupés aux préparatifs. Mais soudain, Ootani est victime d’attaques répétées et reçoit même une lettre d’insultes signée Risa ! Bien que celle-ci clame son innocence, la tension monte entre nos deux amoureux. Quelqu’un tenterait-il de les séparer ?! Mais qui et pourquoi ?? |                   |                   |                   |                   |
| 17 | 25 septembre 2007 | 978-4-08-846215-8 | 12 mai 2010       | 978-2-7560-1757-0 |
| Ça y est, le lycée est fini ! Risa et Ootani font leurs études. Mais comment étaient nos deux amoureux avant de se rencontrer ?! Quand il était en 5e, Ootani était déjà petit mais c’est grâce aux conseils de son ami Yoshi qu’il est devenu bon au basket. Quand elle était en 4e, Risa était déjà grande mais c’est en rencontrant Yoshi qu’elle s’est sentie fille pour la première fois. Trois ans plus tard, lors d’un concert des Umibouzu, Risa et Ootani tombent par hasard sur Yoshi !! |                   |                   |                   |                   |

## Anime

### Série télévisée

#### Fiche technique
- Réalisation : Konosuke Uda
- Musique : Hironosuke Sato
- Pays d’origine :  Japon

### Doublage
| Personnages     | Japonais                   | Japonais         | Japonais         |
| Personnages     | Sérié télévisée            | Film             | Jeu vidéo        |
| --------------- | -------------------------- | ---------------- | ---------------- |
| Haruka Fukagawa | Masaya Onosaka             | —                | Ryotaro Okiayu   |
| Nobuko Ishihara | Saori Higashi              | Nami Tamaki      | —                |
| Mayu Kanzaki    | Yuki Matsuoka              | Mio Kato         | —                |
| Kazuki Kohori   | Hiroki Shimowada           | —                | —                |
| Risa Koizumi    | Akemi Okamura              | Ema Fujisawa     | —                |
| Seiko Kotobuki  | Fujiko Takimoto            | —                | —                |
| Kuniumi Maitake | Junichi Suwabe             | Shosuke Tanihara | —                |
| Matsubara       | Keiko Tsukamoto            | —                | —                |
| Kiyoji Nakano   | Masashi Hirose             | —                | —                |
| Heikichi Nakao  | Yasuhiko Tokuyama          | Yusuke Yamazaki  | Kenjiro Tsuda    |
| Atsushi Ootani  | Akira Nagata               | Teppei Koike     | Takahiro Sakurai |
| Ryouji Suzuki   | Kenjiro Tsuda              | Hiro Mizushima   | Masaya Onosaka   |
| Chiharu Tanaka  | Kazuko Kojima              | Risa Kudo        | —                |
| Umibozu         | Smokey Tetsuni Hisao Egawa | Susumu Terajima  | —                |
| Mimi Yoshioka   | Kae Araki                  | —                | —                |

## Produits dérivés

### Publications
Il existe un fanbook intitulé Supplément Love★Con FANBOOK (別冊ラブ★コンFANBOOK, Bessatsu rabu★kon)  (ISBN 408847841X) d’environ 200 pages sorti le 1er mai 2005 ainsi qu’un artbook intitulé (ラブ★コン胸キュンイラストBOOK)  (ISBN 4088462424) sorti le 9 décembre 2007.

## Prix et récompenses
En 2004, Lovely Complex a reçu la récompense du meilleur shōjo aux Shōgakukan Manga Awards.
En 2008, en France, Lovely Complex reçoit la deuxième place de meilleure nouveauté manga de l’année 2007, lors de l’Anime Grand Prix du magazine Animeland, derrière Death Note.